# Roman Wójcicki
Roman Mirosław Wójcicki (Nysa, 8 de janeiro de 1958) é um ex-futebolista polonês.
Atuou nos clubes Hannover 96 e Widzew Łódź. Disputou as Copas do Mundo de 1982 na Espanha e 1986 no México.